# Мардакан
Мардака́н (Мардакян; азерб. Mərdəkan) — селище на сході Азербайджану, підпорядковане Хазарському району міста Баку.

## Географія
Селище розташоване на сході Апшеронського півострова на березі Каспійського моря між селищами Бузовна та Шювалан.

## Історія
Статус селища міського типу Мардакану надано в 1924 році.

## Населення
Населення селища становить 23300 осіб (2012; 15176 в 2008, 17123 в 1989).

## Персоналі
В селищі народились:
- Вагіф Ібрагімоглу — Народний артист та Заслужений діяч мистецтв Азербайджану
- Гилман Ількін — Народний письменник Азербайджану

## Господарство
Селище знаходиться на автодорозі Баку-Шювалан та залізниці Баку-Бузовна-Кала, залізнична станція Мардакян.

## Історичні пам'ятки
У селищі збудовано мечеть Пір Гасан (1612), баня Ханбаби (19 століття), гробниця Ахунда Абутураба (1908), дві мардаканські фортеці — кругла (1232) та чотирикутна (1187). На території селища розміщені Мардаканський дендрарій та будинок-музей Сергія Єсеніна, який проживав тут в 1924–1925 роках.

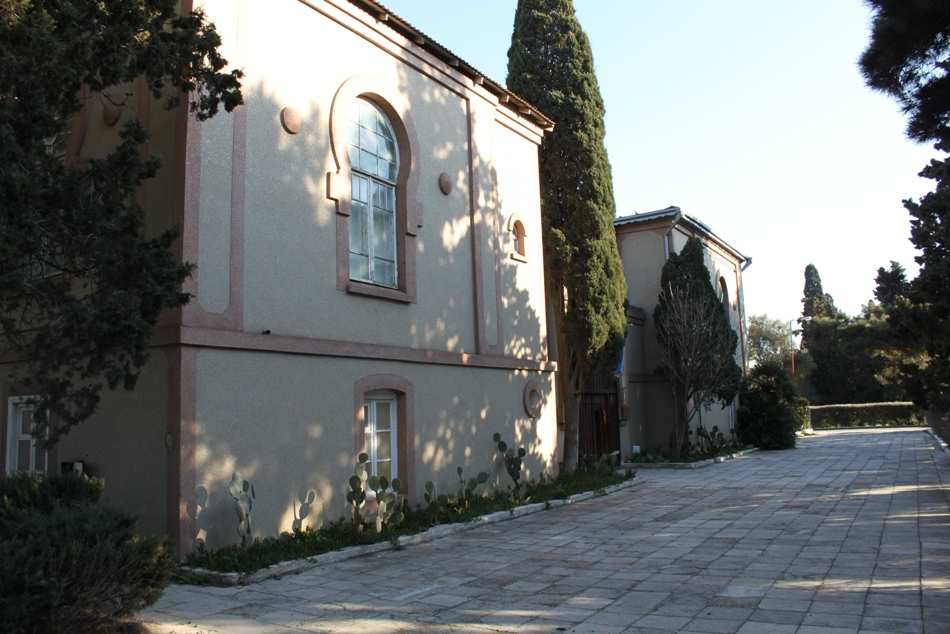
Мардаканський дендрарій
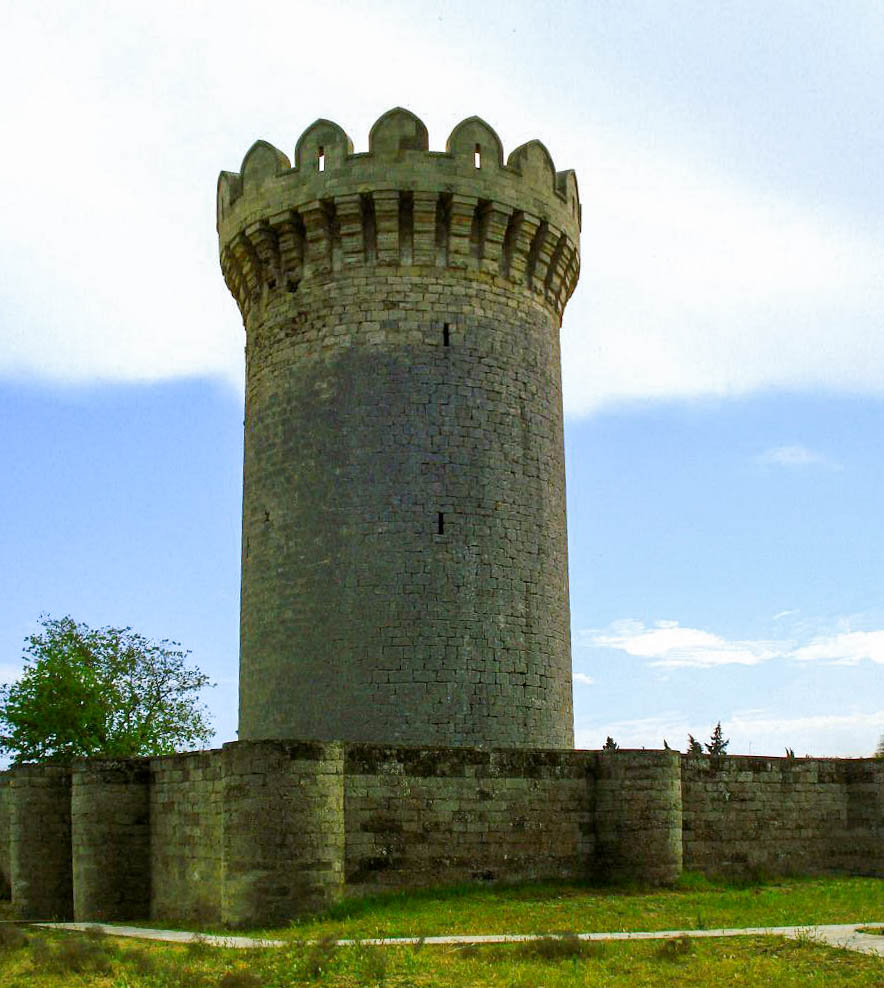
Круглий замок
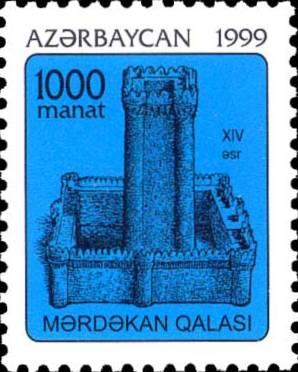
Поштова марка